# Tikoloshe

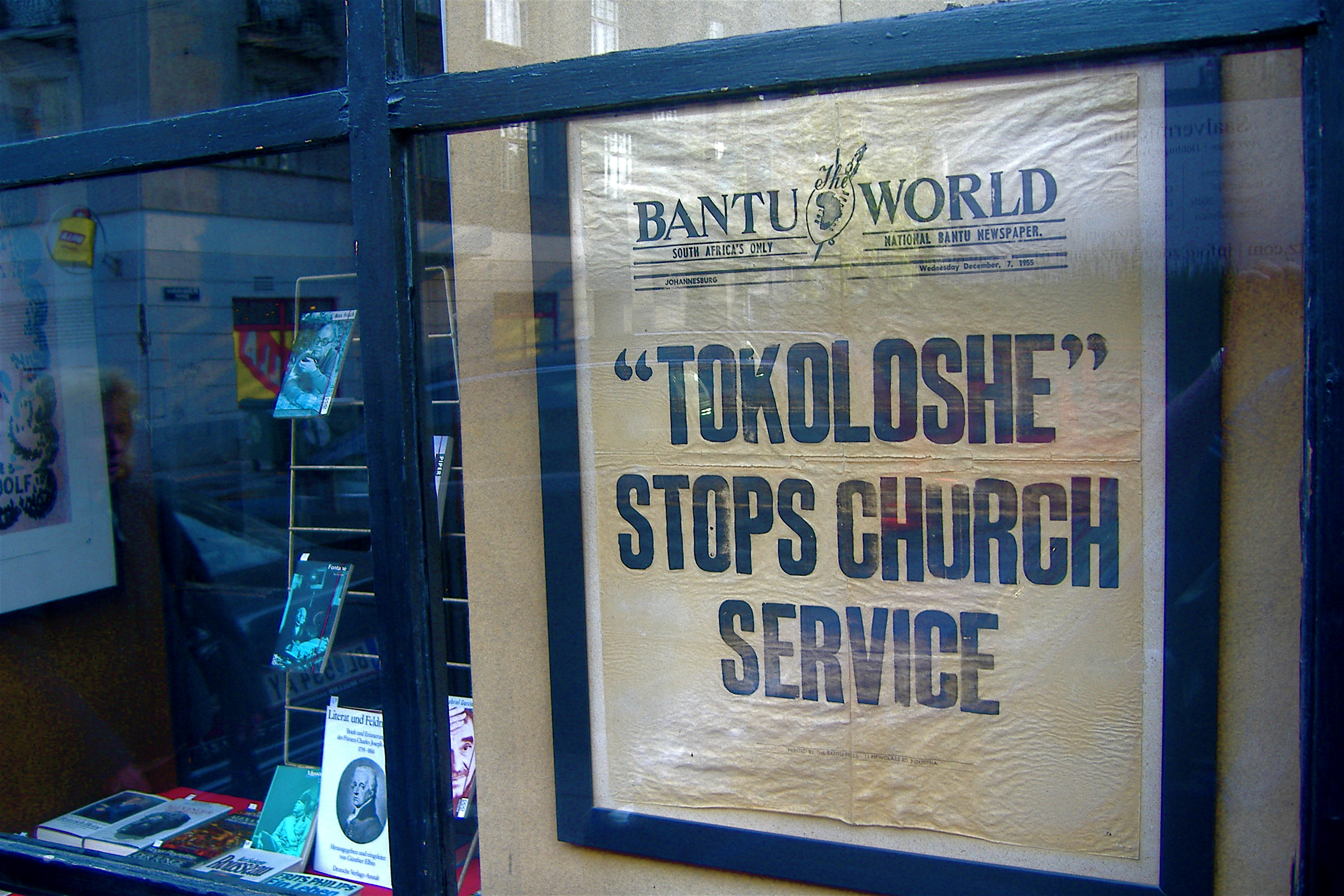
Tikoloshe

El Tikoloshe, Tokoloshe o Hili (proveniente del Xhosa, utyreeci ukujamaal) es el nombre de una criatura de la mitología zulú.

## Origen
En la mitología zulú se cree que el Tikoloshe es un pequeño monstruo malvado, de aspecto peludo, que tiene la apariencia de una especie de cruce entre un felino, un zombi y un goblin, es creado por un chamán a partir de un cadáver humano. La creencia está especialmente extendida en todo el sur de África, y más concretamente en Sudáfrica.

## Leyenda
El Tikoloshe, Tokoloshe o Hili, es el nombre dado por las tribus de Sudáfrica, Botsuana y Zimbabue, es un espíritu de la naturaleza maligna. Se dice que el Tikoloshe es creado a partir de cadáveres por los chamanes en busca de venganza, en cuyo caso sólo la persona maldita es capaz de ver el Tikoloshe.
Aunque ésta es la descripción del Tikoloshe que es tan frecuente hoy en día, parece haber sido originalmente más bien una especie de espíritu de agua, antes de ser considerado un zombi pequeño. 
Actualmente a este ser se le describe como una criatura que se asemejaría a un mono por su pelo y que sería del tamaño de un niño pequeño, el cual poseería gran fuerza en relación con su tamaño pequeño. Sin embargo, sería capaz de cambiar de forma y desaparecen al ingerir una piedra. Su pequeño tamaño y la malevolencia parecen ser equivalentes a nuestra cultura occidental al Gremlin. Sin embargo, sería más exacto verlo como una mezcla de características entre un zombi, un gremlin y un poltergeist. Se dice que además sería aficionado a la cuajada y huevos frescos, que roba en graneros de aldeas remotas.
Igualmente en ciertas descripciones, se describe más parecido a un oso de peluche que a un mono y tendría un reborde óseo que se extiende desde la parte superior de su cráneo en su parte inferior del cuello, que le permitiría acabar con un buey con un golpe de cabeza. A veces se dice que había un agujero en la cabeza, creado con la ayuda de un bastón de metal al rojo vivo, y dos cuencas vacías en lugar de ojos. Otras versiones lo presentan como una criatura similar a Pie Grande o el Yeti.
Su leyenda es muy prevalente en las regiones donde se supone que vive, y con una gran importancia. Se observa a menudo por los pastores que pastorean sus rebaños al amanecer y por los niños, que se burlan a menudo.
La existencia de este ser preocupa mucho a la población rural, ya que se le atribuye muchos secuestros de niños, violaciones y matanzas de ganado. También muerde los dedos de las personas que duermen, por lo que es habitual en algunas áreas, subir las camas a dos metros con ladrillos para que estén fuera del alcance del Tikoloshe. Según la leyenda Zulú, los que ven un Tikoloshe nunca lo deben revelar a nadie, de lo contrario la criatura volverá a aparecer para vengarse.